# David Jessen
David Jessen (* 5. prosince 1996 Brno) je český gymnasta, který reprezentuje Českou republiku na mezinárodních soutěžích v mužské sportovní gymnastice. Účastnil se Mistrovství světa ve sportovní gymnastice 2015 v Glasgow a také se kvalifikoval na LOH 2016 v Riu de Janeiru.
Je synem bývalé československé sportovní gymnastky Hany Říčné.